# صورة الزفاف (فلم)
صورة الزفاف (بالإنجليزية: The Wedding Photo)، فيلم سينمائى درامى مصرى، إنتاج 1952 إخراج: حسن عامر، تأليف: د . حكيم تمثيَل: فيروز، محسن سرحان، زهرة العلا، إسماعيل ياسين، محمود المليجي، ماري منيب. اشترك الفيلم في المؤتمر الدولي للأفلام السينمائية بمدنية فينسيا عام 1953 ولكن عرض خارج المسابقة.
هذا الفيلم هو أول فيلم يخرجه حسن عامر ولم يخرج بعده سوى فيلم خالي شغل عام 1955.

## قصة الفيلم
طلاق زوجين سعيدين نتيجة تدخل الحماة في حياتهما الهادئة، واختطاف أحد الأثرياء ابنة الزوجة في محاولة منه لإجبارها على قبول الزواج منه.
تدور أحداث القصة حول صلاح (محسن سرحان)، مهندس متزوج من توحة (زهرة العلا)، يعيشان حياة سعيدة مع بعضهما، إلا أن حماته الست جليلة (ماري منيب) تبدأ بتعكير الحياة السعيدة الهادئة بينهما، مما يؤدي إلى انفصالهما، بعد ذلك تلد زوجته ابنة هدى (فيروز)، ولا يعرف عنها شيئًا بسبب انفصاله عنها، يحاول أحد الأثرياء المعلم أبوالدهب الفرشوطي (محمود المليجي) لفت انتباه توحة والتقرب منها للزواج منه لكنها ترفض، يختطف الثري ابنة توحة هدى (فيروز) من أجل الضغط عليها للموافقة على زواجها منه.

## القصة الكاملة
تزوجت توحة (زهرة العلا) من المهندس صلاح (محسن سرحان) الذي يعمل بمصلحة المساحة بمرتب 12 جنيه، وتقيم معهم حماته الست جليلة (ماري منيب) فلما جاءته وظيفة في السودان بمرتب 40 جنيه، رفضت حماته سفر ابنتها، مستغلة حجة مرضها وضعف قلبها لتستدر عطف ابنتها، وحاول صلاح معهما كثيرًا فلم يفلح، وطلبت منه الطلاق فطلقها وسافر، اكتشفت توحة أنها حامل، فأرسلت تخبره ولم يصله الخطاب، فلما وضعت بنتًا أسمتها هدى (فيروز)، أرسلت إليه ولم يأتيها الرد، لأن صلاح كان قد عاد إلى مصر، وذهب يبحث عن زوجته السابقة في منزلها القديم، فوجدها انتقلت لمكان آخر لا يعرفه، فقد سكنت مع والدتها وابنتها هدى في منزل المعلم أبوالدهب الفرشوطي (محمود المليجي) الجزار، الذي يعيش مع شقيقته برلنتا (سميرة أحمد) وابنته الصغيرة زكية (سهير فخري)، كبرت هدى ودخلت مدرسة الحلمية مع ابنة المعلم أبوالدهب زكية وكانتا دائمتي الشجار بسبب دلع زكية لكثرة مال أبيها وسخريتها من هدى لعدم وجود أب لها، كان المعلم أبوالدهب يرغب في الزواج من توحة ويحاول إغرائها بأمواله الكثيرة، ولكن توحة كانت تنتظر زوجها السابق والد ابنتها، التي من أجلها عملت كخياطة لتربيتها، كان حنفي (إسماعيل ياسين) فراش المدرسة يقوم بتوصيل هدى للمدرسة، وكان يحب برلنتا أخت المعلم أبوالدهب، اشتاقت هدى لعودة والدها من السفر كما أخبرتها أمها، وأرادت أن تعرف شكله، فعرضت عليها توحة صورة الزفاف لترى شكل والدها، وفي رحلة للمدرسة للقناطر الخيرية زارت التلميذات متحف الري حيث يعمل صلاح مهندسًا للمساحة هناك، وشاهدته هدى، وتحدثت معه وعلمت أنه غير متزوج وليس له أبناء ورغبت أن تشاهده أمها لترى الشبه الكبير، ولكنه أعتذر عن الحضور لمنزلها أو الحضور لمدرستها في الحفل السنوي، فأرادت هدى إجباره على الحضور لمنزلها فسرقت نظارة المساحة، ونجحت خطتها إذ إكتشف ضياع النظارة، وعلم عنوان هدى من المدرسة، وذهب إليها حيث قابل توحة، وعلم أن هدى ابنته، وبعد العتاب اكتشفوا اختفاء هدى، فقد خطفها المعلم أبوالدهب ليجبر توحة على الزواج منه مقابل إعادتها، وقد تتبعه صلاح حتى عرف مكان ابنته، وتصارع مع رجاله (رياض القصبجي) و (محسن حسنين) حتى جاء البوليس مصادفة حيث كان يبحث عن اللحوم المذبوحة خارج السلخانة، وتم القبض على الجميع، وعاد صلاح لزوجته توحة وابنته هدى بعد ابتعاد الست جليلة عن حياتهما الزوجية.

## فريق العمل
- إخراج: حسن عامر
- تأليف: د . حكيم
- تمثيل:
  - فيروز... هدى
  - محسن سرحان... صلاح
  - زهرة العلا... توحه
  - إسماعيل ياسين... حنفى
  - محمود المليجي... أبو الدهب
  - ماري منيب... أم توحه
  - وداد حمدي... زوجة أبو الدهب
  - زكي محمد حسن (زكي الحرامي)... الاسطى جابر
  - نعيمة وصفي... الناظرة
  - صالحة قاصين... من أهل الحارة
  - عبد المنعم بسيوني... مفتش التموين
  - انشراح الألفي... مدرسة هدى
  - سهير فخري... '
  - عبد المنعم إسماعيل... '
  - خيرية أحمد... فراشة المدرسة
  - محسن حسنين... زكى
  - سميرة أحمد... باتينام
  - سيد إسماعيل... مغنى البسبوسه
  - مطاوع عويس... '
  - عزيزة حلمي... '
  - بديع منيب... '
  - محمد صبيح... '
  - سميحة محمد... '
  - طوسون معتمد... بائع العيش
  - رياض القصبجي... عامل في مجزرة أبو ذهب
  - محسن حسنين... عامل في مجزرة أبو ذهب
  - محمد الأسيوطي... '

## وصلات خارجية
- مقالات تستعمل روابط فنية بلا صلة مع ويكي بيانات